# Anagyrus argyrus
Anagyrus argyrus är en stekelart som först beskrevs av Burks 1952.  Anagyrus argyrus ingår i släktet Anagyrus och familjen sköldlussteklar. Inga underarter finns listade i Catalogue of Life.